# Seelach (Kronach)
Seelach ist ein Gemeindeteil der Kreisstadt Kronach im oberfränkischen Landkreis Kronach in Bayern.

## Geographie
Das Dorf liegt in Hanglage nördlich des Seelabachs, eines rechten Zuflusses der Haßlach. Eine Gemeindeverbindungsstraße führt nach Kronach zur Bundesstraße 85 (1,7 km südöstlich) bzw. nach Rotschreuth (1,7 km westlich). Weitere Gemeindeverbindungsstraßen führen nach Giessübel zur Bundesstraße 303 (1,1 km südwestlich) und nach Dennach (0,8 km nordwestlich). Ein Anliegerweg verbindet mit Stressenberg (0,6 km nordöstlich).

## Geschichte
Der Ort wurde 1323/1328 im ersten bambergischen Amtsurbar erstmals urkundlich erwähnt.
Gegen Ende des 18. Jahrhunderts bestand Seelach aus 17 Anwesen. Das Hochgericht übte das bambergische Centamt Kronach aus. Die Dorf- und Gemeindeherrschaft hatte das Vogteiamt Kronach inne, was aber vom Seniorat v. Heßberg bestritten wurde. Grundherren war das Seniorat v. Heßberg (5 Güter, 7 Gütlein), das Kastenamt Kronach (2 Halbhöfe, 1 Sölde) und das Gotteshaus Kronach (3 Drittelhöfe, einer zu der Zeit unbewohnt).
Seelach kam durch den Reichsdeputationshauptschluss im Jahr 1803 zum Kurfürstentum Bayern. Mit dem Gemeindeedikt wurde Seelach dem 1808 gebildeten Steuerdistrikt Neuses zugewiesen. Mit dem Zweiten Gemeindeedikt im Jahr 1818 entstand die Ruralgemeinde Seelach, zu der Dennach, Dobersgrund, Poppenhof, Stressenberg und Unterbreitenloh gehörten. Sie war in Verwaltung und Gerichtsbarkeit dem Landgericht Kronach zugeordnet und in der Finanzverwaltung dem Rentamt Kronach, 1919 in Finanzamt Kronach umbenannt. In der freiwilligen Gerichtsbarkeit unterstanden einige Anwesen dem Patrimonialgericht Seelach (1831–1836). Ab 1862 gehörte Seelach zum Bezirksamt Kronach, 1939 in Landkreis Kronach umbenannt. Die Gerichtsbarkeit blieb beim Landgericht Kronach, 1879 in das Amtsgericht Kronach umgewandelt. Die Gemeinde hatte eine Fläche von 4,078 km².
Im Zuge der Gebietsreform in Bayern wurde Seelach am 1. Mai 1978 nach Kronach eingegliedert.

### Baudenkmäler
- Bildstock
- Backhaus
- Wegkapelle

### Einwohnerentwicklung

#### Gemeinde Seelach
| Jahr      | 1840   | 1852   | 1855   | 1861   | 1867   | 1871   | 1875   | 1880   | 1885   | 1890   | 1895   | 1900   | 1905   | 1910   | 1919   | 1925   | 1933   | 1939   | 1946   | 1950   | 1952   | 1961  | 1970   |
| Einwohner | 182    | 176    | 170    | 180    | 199    | 204    | 204    | 202    | 204    | 211    | 202    | 223    | 242    | 244    | 246    | 259    | 298    | 304    | 322    | 319    | 295    | 343   | 516    |
| Häuser    |        |        |        |        |        | 31     |        |        | 32     | 31     |        | 31     |        |        |        | 44     |        |        |        | 48     |        | 66    |        |
| Quelle    | [ 10 ] | [ 10 ] | [ 10 ] | [ 11 ] | [ 12 ] | [ 13 ] | [ 14 ] | [ 15 ] | [ 16 ] | [ 17 ] | [ 10 ] | [ 18 ] | [ 10 ] | [ 19 ] | [ 10 ] | [ 20 ] | [ 10 ] | [ 10 ] | [ 10 ] | [ 21 ] | [ 10 ] | [ 7 ] | [ 22 ] |

#### Ort Seelach
| Jahr      | 001818 | 001861 | 001871 | 001885 | 001900 | 001925 | 001950 | 001961 | 001970 | 001987 |
| Einwohner | 101    | 101    | 115    | 97     | 107    | 108    | 155    | 199    | 312    | 345 *  |
| Häuser    | 16     |        |        | 15     | 15     | 18     | 24     | 38     |        | 91 *   |
| Quelle    | [ 6 ]  | [ 11 ] | [ 13 ] | [ 16 ] | [ 18 ] | [ 20 ] | [ 21 ] | [ 7 ]  | [ 22 ] | [ 1 ]  |

## Religion
Der Ort ist römisch-katholisch geprägt und nach Kronach gepfarrt.